# Flip Le Cuivre
Flip le Cuivre is een voormalig Nederlands honkballer.
Le Cuivre kwam uit voor OVVO die toentertijd in de hoofdklasse speelde. In 1960 maakte hij deel uit van het Nederlands honkbalteam tijdens de Europese Kampioenschappen van dat jaar waarbij Nederland de titel won. Hij bleef honkballen bij OVVO tot na zijn 38e jaar.